# 호도우푸 지 아우메이다 기마랑이스
호도우푸 지 아우메이다 기마랑이스(포르투갈어: Rodolfo de Almeida Guimarães, 1993년 5월 3일 ~ )는 간단히 호도우푸(Rodolfo)라는 이름으로 알려져 있는 브라질의 축구 선수이다. 포지션은 미드필더이다. 현재 K리그2의 천안 시티 FC 소속이다. K리그 등록명은 호도우프이다.